# Diego Jiménez López
Diego Jiménez López, más conocido como Diego Jiménez, (Benavente, 11 de agosto de 1991) es un futbolista español que juega como defensa central en el Club Deportivo Ibiza Islas Pitiusas de la Segunda Federación.

## Trayectoria
Nacido en Benavente, en la provincia de Zamora, comenzó su carrera en el Villarreal Club de Fútbol, donde jugó en los equipos C y B entre 2010 y 2014. Durante su etapa en el club amarillo, desarrolló sus habilidades defensivas y destacó en categorías inferiores, lo que le abrió las puertas hacia el fútbol profesional.
En 2014, fichó por el Real Club Recreativo de Huelva en la Segunda División, firmando un contrato de dos años. Durante su estancia en el Recreativo, disputó 35 partidos y marcó un gol, consolidándose como un central sólido y fiable.
En 2016, se unió a la Unió Esportiva Llagostera, equipo de la Segunda División B. Tras una temporada, en 2017, regresó al Real Club Recreativo de Huelva, que en ese momento también competía en Segunda División B. En la temporada 2018-2019, fue una pieza clave en el equipo, que estuvo muy cerca de ascender a Segunda División. Sin embargo, tras dos temporadas complicadas en las que el club enfrentó dificultades, Diego Jiménez rescindió su contrato en 2021 y se unió al Hércules de Alicante Club de Fútbol.
En 2022, fichó por el Universidad Católica de Murcia Club de Fútbol, también de la Segunda Federación, pero en enero de 2023 rescindió su contrato y regresó al Hércules de Alicante Club de Fútbol, donde continuó compitiendo en la Segunda Federación.
Para la temporada 2023-24, firmó contrato con la Real Balompédica Linense, manteniéndose en la Segunda Federación. En 2024, se unió al Club Deportivo Ibiza Islas Pitiusas, continuando su carrera en la misma categoría y aportando experiencia y solidez defensiva al equipo.

## Clubes
| Club                                          | País   | Año       |
| --------------------------------------------- | ------ | --------- |
| Villarreal Club de Fútbol "C"                 | España | 2010-2012 |
| Villarreal Club de Fútbol "B"                 | España | 2012-2014 |
| Real Club Recreativo de Huelva                | España | 2014-2016 |
| Unió Esportiva Llagostera                     | España | 2016-2017 |
| Real Club Recreativo de Huelva                | España | 2017-2021 |
| Hércules de Alicante Club de Fútbol           | España | 2021-2022 |
| Universidad Católica de Murcia Club de Fútbol | España | 2022      |
| Hércules de Alicante Club de Fútbol           | España | 2022-2023 |
| Real Balompédica Linense                      | España | 2023-2024 |
| Club Deportivo Ibiza Islas Pitiusas           | España | 2024-act. |